# Plagiochila carnosa
Plagiochila carnosa là một loài rêu trong họ Plagiochilaceae. Loài này được Herzog mô tả khoa học đầu tiên.
Danh pháp khoa học của loài này chưa được làm sáng tỏ. 